# Rodrigo Pinto Pizarro
Rodrigo Pinto Pizarro Pimentel de Almeida Carvalhais, primer y único barón da Ribeira de Sabrosa (Vilar de Maçada, Alijó, 30 de marzo de 1788 — Vilar de Maçada, Alijó, 8 de abril de 1841), fue un militar y político portugués, que ostentó el cargo de primer ministro de Portugal.
Colaboró en la Revuelta Liberal de Maranhão de 1821-1822. Fue portador del ultimátum a Isabel Maria, forzando el juramento de la Carta en 1826. El 22 de junio de 1834, Pedro IV lo atrapó. Diputado electo en 1834, no llegó a tomar asiento porque las Cortes anularon la elección, aunque volvió a ser diputado en 1837. Fue miembro fundador de la Sociedad Patriótica Lisboneta el 9 de marzo de 1836. Ocupó los cargos de primer ministro, ministro de la Guerra y de Asuntos Exteriores del 18 de abril al 26 de noviembre de 1839, el último gobierno enteramente setembrista. Por último, fue elegido senador en 1838 y 1840. También ostentó el cargo de gobernador civil de los distritos de Vila Real (1835) y de Braganza (1836).
Recibió la baronía por decreto del 22 de septiembre de 1835 de la reina Maria II.